# نظام لبنان
نظام لبنان السياسي هو نظام جمهوري ديمقراطي توافقي طائفي بحيث توزع المناصب الأساسية بنسب محددة بين أعلام الطوائف المختلفة. وهو قائم على مبدأ الفصل في السلطات الثلاث (التشريعية والتنفيذية والقضائية) والدستور اللبناني يكفل للشعب اللبناني المساواة وحرية التعبير والحرية الدينية ويصون لهم ممتلكاتهم الخاصة ويعطي الفرصة للبنانيين بتغيير الحكم بالطرق الديمقراطية. وبحسب هذا الدستور، يختار الشعب ممثليه، ويُعيَّن النواب عن طريق الاقتراع السري مرة كل 4 سنوات. وتمت آخر عملية انتخابية لمجلس النواب أو البرلمان، عام 2022. ويقوم البرلمان بدوره باختيار رئيس للجمهورية كل 6 سنوات لفترة رئاسية واحدة لا تمدد. ويقوم رئيس الجمهورية بتسمية رئيس لمجلس للوزراء بعد استشارة النواب وأخذ آرائهم بشكلٍ إلزامي. ويسمح القانون بقيام الأحزاب السياسية.
هذا من ناحية النصوص إلا أن التطبيق الفعلي والصائب للنصوص كانت تشوبه العديد من الإشكاليات التي تراكمت مع مرور الزمن ليمر لبنان بعدة محن خصوصًا من بعد الاستقلال عن الانتداب الفرنسي كان أهمها أحداث 1958 والحرب الاهلية بين عامي 1975 والعام 1990 بالإضافة إلى الانقسام السياسي الحاد القائم في لبنان من تاريخ 2005 مرورًا بأحداث حرب تموز 2006 والاعتصام المدني في وسط بيروت بين عامي 2006 و2007 و2008 إلى ما جرا في 5 ايار 2008 وما تبعها من أعمال عسكرية في 7 أيار 2008 ثم اتفاق الدوحة حتى أخيرًا الأحداث السورية ودخول القوى الحليفة لسوريا بالحرب الدائرة هناك. كل هذه الأحداث الممتدة على مدى 71 عامًا تُظهر مدى هشاشة النظام السياسي اللبناني وحاجته الدائمة إلى حكم خارجي يحكم بين أطراف النزاع الداخلي وهذا ما يسجل وجود استقرار سياسي في فترة الانتداب الفرنسي وكذلك فترة العهد الشهابي ذات الرعاية المصرية السعودية من ستينيات القرن الماضي وأخيرًا فترة الوجود السوري في لبنان ذا الغطاء الدولي منذ اتفاق الطائف إلى عام 2005. يمكن أن يقسم النظام السياسي في لبنان إلى ما قبل وما بعد الاستقلال عن الانتداب الفرنسي وما بعد الاستقلال بدوره يمكن أن يقسم إلى ما قبل وما بعد اتفاق الطائف.

## التطورات السياسية منذ عام 1943
منذ ظهور دولة ما بعد عام 1943 وبعد تدمير الخلافة العثمانية، وقد تم تحديد سياسة وطنية إلى حد كبير من قبل مجموعة محدودة نسبيًا من القيادات التقليدية، الإقليمية والطائفية. الميثاق الوطني عام 1943، اتفاقًا غير مكتوب التي تثبت الأسس السياسية للبنان الحديث، خصصت السلطة السياسية على النظام الطائفي أساسًا على أساس تعداد عام 1932. تم تقسيم المقاعد في البرلمان على نسبة 6 إلى 5 من المسيحيين على المسلمين، حتى عام 1990 عندما تغيرت النسبة إلى النصف والنصف. ويتم تخصيص مناصب في البيروقراطية الحكومية على أساس مماثل. الاتفاق أيضًا مكاتب مخصصة العامة المخصصة على أسس دينية، مع المراكز الثلاثة الأولى في حكم «الترويكا» وزعت على النحو التالي:
- الرئيس، وهو مسيحي ماروني
- رئيس مجلس النواب وهو مسلم شيعي
- رئيس مجلس الوزراء، وهو مسلم سني.

كما أن كل هذه التقسيمات والمحاصصات على أسس دينية طائفية تحصل بحسب أعراف سائدة منذ تعداد 1932 بدون أي ذكر لها في الدستور اللبناني وبدون أي قوانين أو مراسيم تحددها حتى يومنا هذا.
على مدى عقود، بُذلت جهود لتغيير أو إلغاء النظام الطائفي الذي يحكم توزيع السلطة في مركز السياسة اللبنانية. فقد سعت الجماعات الدينية المستفيدة من صيغة عام 1943 للحفاظ عليها، بينما طالبت الفئات التي شعرت بالغبن بإعادة النظر فيها استنادًا إلى تحديث البيانات الديموغرافية الأساسية أو بإلغائها تمامًا. ومع ذلك، دُوّنت العديد من أحكام الميثاق الوطني في اتفاق الطائف عام 1989، مما كرّس الطائفية كعنصر رئيسي في الحياة السياسية اللبنانية.
على الرغم من أن اتفاق الطائف قلّل بعض الشيء من صلاحيات الرئيس، إلا أن الدستور يمنح رئيس الجمهورية سلطات واسعة، منها إصدار القوانين التي يقرها البرلمان، إصدار اللوائح التنفيذية لضمان تطبيق القوانين، والتفاوض بشأن المعاهدات والتصديق عليها.
البرلمان اللبناني ينتخب عبر الاقتراع العام (سن الانتخاب هو 21 عامًا) وفق نظام التمثيل النسبي الذي يراعي التوزيع الطائفي. ومع ذلك، فإن معظم النواب لا ينتمون إلى أحزاب سياسية بمعناها الغربي، حيث تعتمد الكتل السياسية على الولاءات الطائفية والمحلية أو على الولاءات الشخصية والعائلية، وليس على الانتماءات السياسية بالمعنى التقليدي.
لطالما لعب البرلمان دورًا هامًا في الشؤون المالية، حيث يتحمل مسؤولية فرض الضرائب وإقرار الموازنة. كما يمارس رقابة سياسية على الحكومة من خلال استجواب الوزراء ومناقشة الثقة.
يعتمد النظام القضائي اللبناني على القانون النابليوني، وهو نظام لا يستخدم المحلفين في المحاكمات. ينقسم القضاء إلى ثلاث مستويات: المحاكم الابتدائية، محاكم الاستئناف، ومحكمة النقض. بالإضافة إلى ذلك، هناك محاكم دينية تختص بقضايا الأحوال الشخصية داخل الطوائف المختلفة، مثل الزواج والطلاق والميراث.
المؤسسات السياسية اللبنانية غالبًا ما تلعب دورًا ثانويًا في النظام الطائفي. في المقابل، لا تزال العائلات القوية تلعب دورًا كبيرًا في حشد الأصوات في الانتخابات المحلية والبرلمانية. ورغم وجود عدد كبير من الأحزاب السياسية اللبنانية، فإن معظمها قائم على أُسس طائفية، مثل:
- الأحزاب المسيحية: التيار الوطني الحر (رغم ادعاء العلمانية)، الكتائب اللبنانية، القوات اللبنانية، حزب الوطنيين الأحرار.
- الأحزاب الشيعية: حزب الله، وحركة أمل.
- الأحزاب الدرزية: الحزب التقدمي الاشتراكي.
- الأحزاب السنية: تيار المستقبل، حزب التحرير، التوحيد اللبناني، وغيرهم.

إلى جانب هذه الأحزاب، توجد فروع لأحزاب عربية علمانية، مثل البعث والشيوعيين، التي كانت نشطة خلال الستينيات وفترة الحرب الأهلية.
يختلف المسلمون والمسيحيون، وحتى داخل الطوائف نفسها، بشأن دور الدين في السياسة. ويعزز الزعماء الدينيون نفوذهم السياسي من خلال التفاعل مع القادة السياسيين، مما يزيد من تعقيد النسيج السياسي والاجتماعي اللبناني.
في الماضي، ساهم هذا النظام الطائفي في إنتاج نوع من الديمقراطية القابلة للحياة. إلا أن الأحداث التي شهدها لبنان خلال العقود الأخيرة، جنبًا إلى جنب مع التغيرات الديموغرافية، زعزعت هذا التوازن الحساس بين المسلمين والمسيحيين والدروز. وقد أدى ذلك إلى مزيد من الانقسام الطائفي في السياسة، السكن، التعليم، الإعلام، وحتى أماكن العمل، مما قلل من فرص التفاعل بين مختلف الطوائف لتعزيز التفاهم المتبادل. نتيجة لذلك، دعت جميع الأطراف إلى ضرورة إصلاح النظام السياسي لتحقيق الاستقرار.
يدعم بعض المسيحيين فكرة اللامركزية السياسية والإدارية للحكومة، بحيث يعمل القطاعان المسلم والمسيحي ضمن إطار اتحاد كونفدرالي. في المقابل، يفضل المسلمون، في الغالب، حكومة مركزية موحدة مع تعزيز حصتهم في السلطة بما يتناسب مع حجمهم السكاني الأكبر. وقد اتجهت إصلاحات اتفاق الطائف نحو تحقيق هذا التوازن، لكنها لم تُنفذ بشكل كامل.
أما اللاجئون الفلسطينيون، الذين يُقدّر عددهم بما يتراوح بين 160,000 و225,000، ومعظمهم من المسلمين السنة، فهم لا يشاركون بشكل فعال في الساحة السياسية اللبنانية. ومع ذلك، يُنظر إليهم كأقلية مؤثرة، حيث تواجه قضايا التجنيس أو التوطين في لبنان معارضة شديدة من معظم اللبنانيين، الذين يعتبرون ذلك تهديدًا للتوازن الطائفي الدقيق في البلاد.
في 3 سبتمبر 2004، صوّت البرلمان اللبناني بأغلبية 96 صوتًا مقابل 29 لصالح تعديل الدستور لتمديد ولاية الرئيس إميل لحود، التي كانت على وشك الانتهاء، لمدة ثلاث سنوات إضافية. وجاء هذا القرار بدعم واضح من سوريا، التي كانت تحتفظ بوجود عسكري كبير في لبنان.
بعد انسحاب القوات السورية في أبريل 2005، أجرى لبنان انتخابات برلمانية في أربع جولات من 29 مايو إلى 19 يونيو. كانت هذه الانتخابات الأولى منذ 33 عامًا التي تجري دون وجود عسكري سوري. وأسفرت عن فوز التحالف الرباعي، وهو جزء من قائمة رفيق الحريري، التي مثلت ائتلافًا من عدة أحزاب ومنظمات معارضة حديثة للهيمنة السورية في السياسة اللبنانية.

## السلطة التنفيذية
يتم انتخاب الرئيس من قبل البرلمان لمدة ست سنوات. ويعين رئيس الوزراء من قبل الرئيس بالتشاور مع مجلس النواب، يتعين على الرئيس أن يكون مارونيًا، ورئيس الوزراء سنيًا.
ويستند هذا النظام الطائفي على بيانات الإحصاء في عام 1932 هو الإحصاء الرسمي الوحيد في لبنان والذي أظهر أن المسيحيين المارونيين هم أكثر طوائف لبنان من حيث السكان.

## السلطة التشريعية

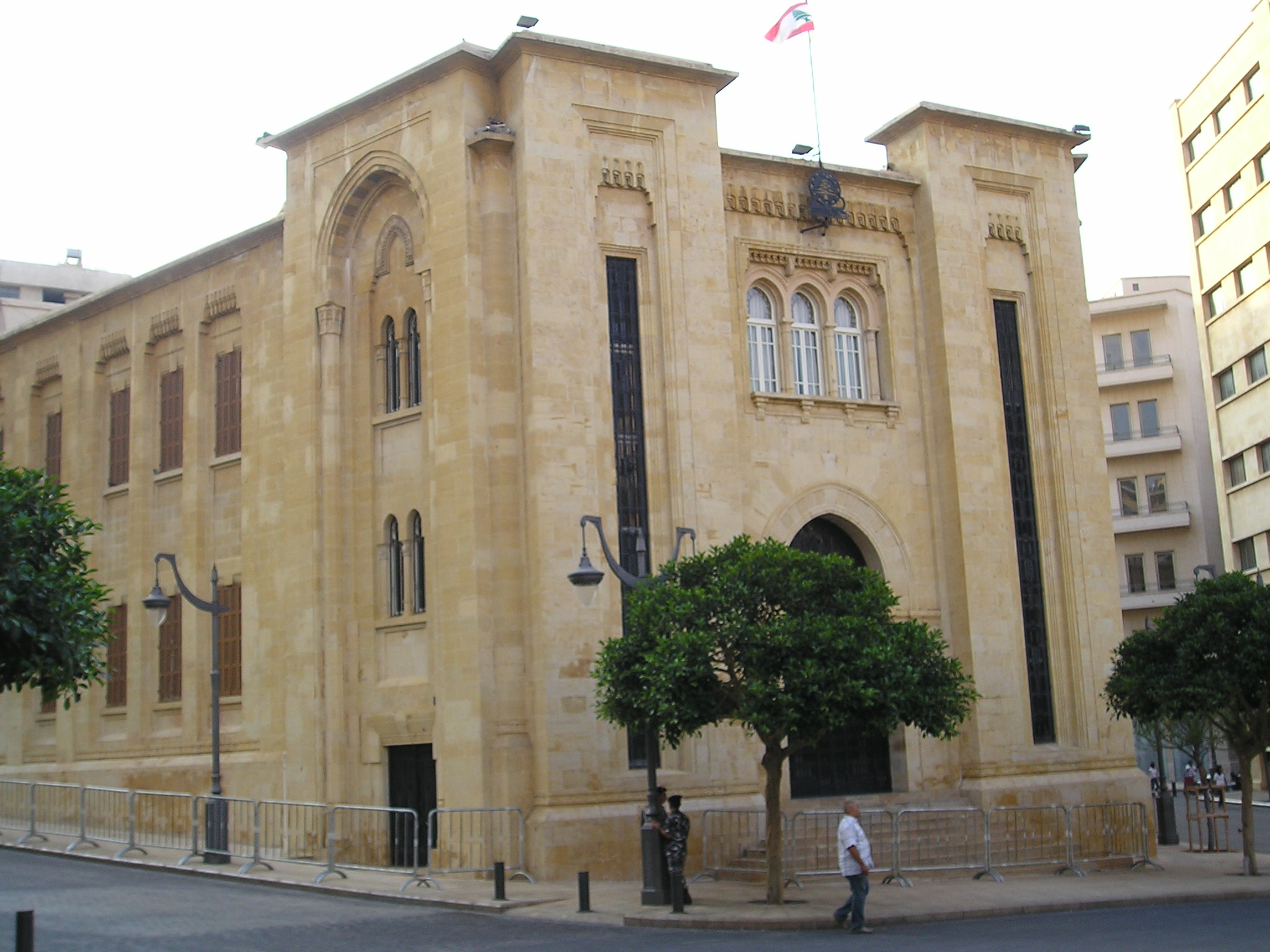
مبنى البرلمان اللبناني في ساحة النجمة في وسط بيروت

وتسمى السلطة التشريعية في لبنان بمجلس النواب. يتم انتخاب أعضائه البالغ عددهم 128 من قبل الشعب اللبناني لمدة أربع سنوات وفقًا لقانون الانتخاب، منذ انتخابات عام 1992 (الأولى بعد اتفاق الطائف لعام 1989) وُزعت المقاعد بالتساوي بين المسيحيين والمسلمين ونسبيًا بين أبناء الديانة الواحدة.

## السلطة القضائية
السلطة القضائية في لبنان تتكون من الهيئات التالية:
1. المحكمة العدلية:
تتألف من ثلاث درجات:
- الدرجة الأولى (المحاكم الابتدائية).
- محاكم الاستئناف.
- محكمة التمييز (أعلى هيئة قضائية).

2. المجلس الدستوري:
- أُنشئ بناءً على اتفاق الطائف.
- يختص بالنظر في دستورية القوانين.

3. المجلس الأعلى لمحاكمة الرؤساء والوزراء:
- يختص بالنظر في التهم الموجهة ضد رئيس الجمهورية، رئيس الوزراء، الوزراء، بالإضافة إلى النواب.

4. المحاكم العسكرية:
- لديها ولاية قضائية تشمل المدنيين في حالات معينة، مثل جرائم التجسس والخيانة وغيرها من الجرائم المتعلقة بالأمن.

5. المحكمة الإدارية:
- يتولاها مجلس شورى الدولة، الذي ينظر في القضايا التي تكون الدولة طرفًا فيها.

6. المحاكم الروحية والشرعية:
- تختص بقضايا الأحوال الشخصية لأتباع كل طائفة، مثل الزواج، الطلاق، الإرث، وغيرها.[7]

## التقسيمات الإدارية
ينقسم لبنان في 8 محافظات : بيروت، جبل لبنان، الشمال ، البقاع، محافظة الجنوب ، النبطية.محافظة بعلبك الهرمل ومحافظة عكار

## المشاركة في المنظمات الدولية
المصرف العربي للتنمية الاقتصادية في إفريقيا، ACCT، AFESD، AL، AMF، الإسكوا، الفاو، G24، G - 77 الوكالة، البنك الدولي للإنشاء، منظمة الطيران المدني الدولي، ICRM، المؤسسة الدولية للتنمية البنك الإسلامي للتنمية، الصندوق، IFRCS، منظمة العمل الدولية، صندوق النقد الدولي، إنمارسات، ITUC، انتلسات، الإنتربول، اللجنة الأولمبية الدولية، ISO (مراسل)، الاتحاد الدولي للاتصالات، حركة عدم الانحياز، OAS (مراقب)، منظمة المؤتمر الإسلامي، قالب:توضيح PCA الأمم المتحدة، الأونكتاد، اليونسكو، المفوضية، اليونيدو، الأونروا، الاتحاد البريدي العالمي ، منظمة الجمارك العالمية، اتحاد النقابات العالمي، منظمة الصحة العالمية، الويبو، المنظمة، منظمة التجارة العالمية.